# Rédené
Rédené (en bretó Redene) és un municipi francès, situat a la regió de Bretanya, al departament de Finisterre. L'any 2007 tenia 2.684 habitants.

## Demografia
| 1962                                       | 1968  | 1975  | 1982  | 1990  | 1999  |
| ------------------------------------------ | ----- | ----- | ----- | ----- | ----- |
| 1.034                                      | 1.053 | 1.759 | 2.112 | 2.383 | 2.313 |
| Des de 1962: població sense dobles comptes |       |       |       |       |       |

## Administració
| Període | Identitat     | Partit        |
| ------- | ------------- | ------------- |
| 2001-   | Jean Lomenech | Divers droite |